# Джон Ромеро
Джон Ромеро — американський програміст та дизайнер відеоігор, який став відомим як один з засновників компанії Id Software. У складі компанії працював над такими відомими іграми як Wolfenstein 3D, Doom та Quake.

## Кар'єра
Першу гру він написав у 1984 році — тоді проєкт був всього лише програмним кодом на папері. Свою роботу Ромеро опублікував у популярному тоді журналі «inCider». А трохи пізніше переміг у конкурсі програмістів, що проводилося виданням «A +».
Комерційного успіху Джон домігся в 1987, влаштувавшись в компанію Origin Systems, де працював над портуванням гри 2400 AD з Apple II на Commodore 64. Після того, як роботи були закінчені, його перевели на проєкт Пола Ньюрета Space Rogue. Тоді ж Ромеро отримав пропозицію перейти в організовану Ньюретом Blue Sky Productions (майбутню Looking Glass Technologies). Однак Ромеро віддав перевагу співпраці з іншими талановитими програмістами і створив власну студію — Inside Out Software. У її стінах Джон переніс Might & Magic II з Apple II на Commodore 64.
Джон зі своїм колегою і другом Лейн Роуті (Lane Roathe) залишив Inside Out Software і заснував власну компанію — Ideas From The Deep. Разом вони випустили Zappa Roids для Apple, Apple II і PC, а заодно розробили графічну оболонку для ігрових додатків Apple II. Але й тут Ромеро не затримався надовго — у березні 1989 він перейшов в Softdisk, де познайомився зі своїм тезкою Джоном Кармаком. Проте вже через рік він покинув компанію, прихопивши з собою кілька людей, в числі яких був і його майбутній партнер Том Хол (Tom Hall), щоб створити id Software.
Після декількох років успішної співпраці у Кармак і Ромеро виникли серйозні розбіжності — вони посварилися і Ромеро залишив компанію. Його першим самостійним проєктом стала компанія Ion Storm, прикро відома шутером Daikatana. Робота над грою йшла три роки, але проєкт виявився провальним. Завдяки хорошій рекламі компанія продала більше двохсот тисяч копій за перший рік, але найбільші ігрові видання занесли довгобуд у списки гірших виробів, а сам Ромеро був у нестямі від злості. Після холодного прийому критиків він тимчасово залишив індустрію PC-ігор і зайнявся інтерактивними розвагами для мобільних телефонів і КПК. Заснована ним студія Monkeystone Games, серед іншого, випустила Red Faction для Nokia N-Gage і гумористичну аркаду Hyperspace Delivery Boy.
Після відходу з Midway Games, Ромеро трудився у власній компанії без назви над «цілком секретним» мережевим FPS-проєктом для консолей і ПК, перша інформація про який обіцяла з'явитися в 2007 році, але так і не була оприлюднена в обіцяний термін . За непідтвердженими даними в 2008 році Ромеро повідомив про скасування проєкту, але пізніше Том Мустайн зв'язався з виданням, що опублікували інформацію і спростував їй заявою, що проєкт перебуває в режимі прихованої розробки.
Станом на 2011 рік, Ромеро очолює компанію Loot Droop, яка займається розробкою та випуском ігор для соціальних мереж. Розроблена ним у грудні 2010 року гра Ravenwood Fair для мережі Facebook вже нараховує 10 мільйонів гравців.

## Особисте життя
З 1993 по 2003 рік був у стосунках з Стіві Кейс (Stevie Case), відомою геймеркою. У 2004 році одружився з дівчиною на ім'я Ралука Олександра Плесса (Raluca Alexandra Plessa). Має двох синів від першого шлюбу з Келлі Мітчел (Kelly Mitchell), та доньку від другого шлюбу з Елізабет МакКолл (Elizabeth McCall). Станом на 2012 рік знаходиться у стосунках зі своєю співробітницею по компанії Loot Droop Брендою Брасвайт (Brenda Brathwaite).

## Основні проєкти
- Ravenwood Fair (2010, дизайнер, продюсер)
- Dangerous Dave (1988, автор)
- Wolfenstein 3D (1992, програміст, дизайнер)
- Doom (1993, програміст, дизайнер)
- Heretic (1994, продюсер)
- Doom II (1994, дизайнер)
- HeXen (1995, продюсер)
- Quake (1996, головний дизайнер)
- Daikatana (2000, головний дизайнер, продюсер)
- Hyperspace Delivery Boy (2001, дизайнер, програміст)
- Red Faction для Nokia N-Gage (2003, дизайнер, програміст)
- Gauntlet: Seven Sorrows (2005, дизайнер)
- Ravenwood Fair (2010), Lolapps, Inc.